# Велике Шигаково
Велике Шига́ково (рос. Большое Шигаково, марій. Кугу Шигак) — присілок у складі Звениговського району Марій Ел, Росія. Входить до складу Шелангерського сільського поселення.

## Населення
Населення — 45 осіб (2010; 86 у 2002).
Національний склад (станом на 2002 рік):
- марі — 93 %